# Stundwiller
Stundwiller település Franciaországban, Bas-Rhin megyében. Lakosainak száma 510 fő (2022. január 1.). Stundwiller Aschbach, Buhl, Hatten, Oberrœdern és Trimbach községekkel határos.

## Népesség
A település népessége az elmúlt években az alábbi módon változott:
| Lakosok száma | 472  | 477  | 493  | 491  | 489  | 487  | 484  | 497  | 510  |
|               | 2013 | 2015 | 2016 | 2017 | 2018 | 2019 | 2020 | 2021 | 2022 |